# Meta Sudans
La Meta Sudans, in italiano Meta sudante, era una fontana di età flavia, che si trovava vicino al Colosseo e all'arco di Costantino.

## Storia

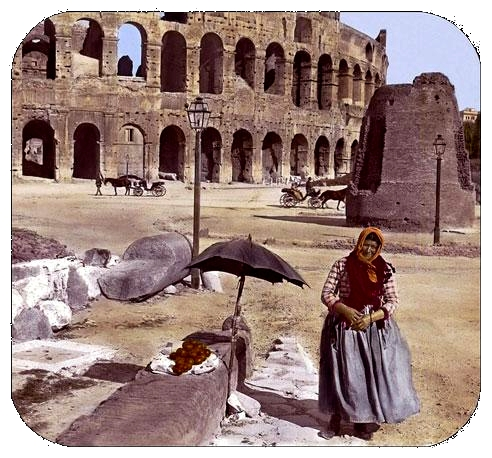
Anno 1900: fotografia di venditrice di arance, alle sue spalle è ben visibile la Meta Sudans

È rappresentata in una moneta di Tito datata 80 d.C.: la sua costruzione iniziò quindi a partire da quell'anno. Veniva chiamata meta per via della sua forma che rappresentava la meta attorno alla quale i carri dovevano svoltare nelle gare nei circhi, e sudans perché sembrava sudare: infatti, la palla di bronzo che la sormontava era crivellata da fori da cui usciva l'acqua.
Alla Meta Sudans, secondo un'antica leggenda, andavano i gladiatori a lavarsi dopo il combattimento effettuato nel vicino anfiteatro.
I resti della fontana flavia, che consistevano ormai in un rudere di pietra alto circa 4 metri con pochi dettagli, furono definitivamente smantellati nel 1936, durante i lavori per la costruzione della via dei Trionfi.

## Descrizione

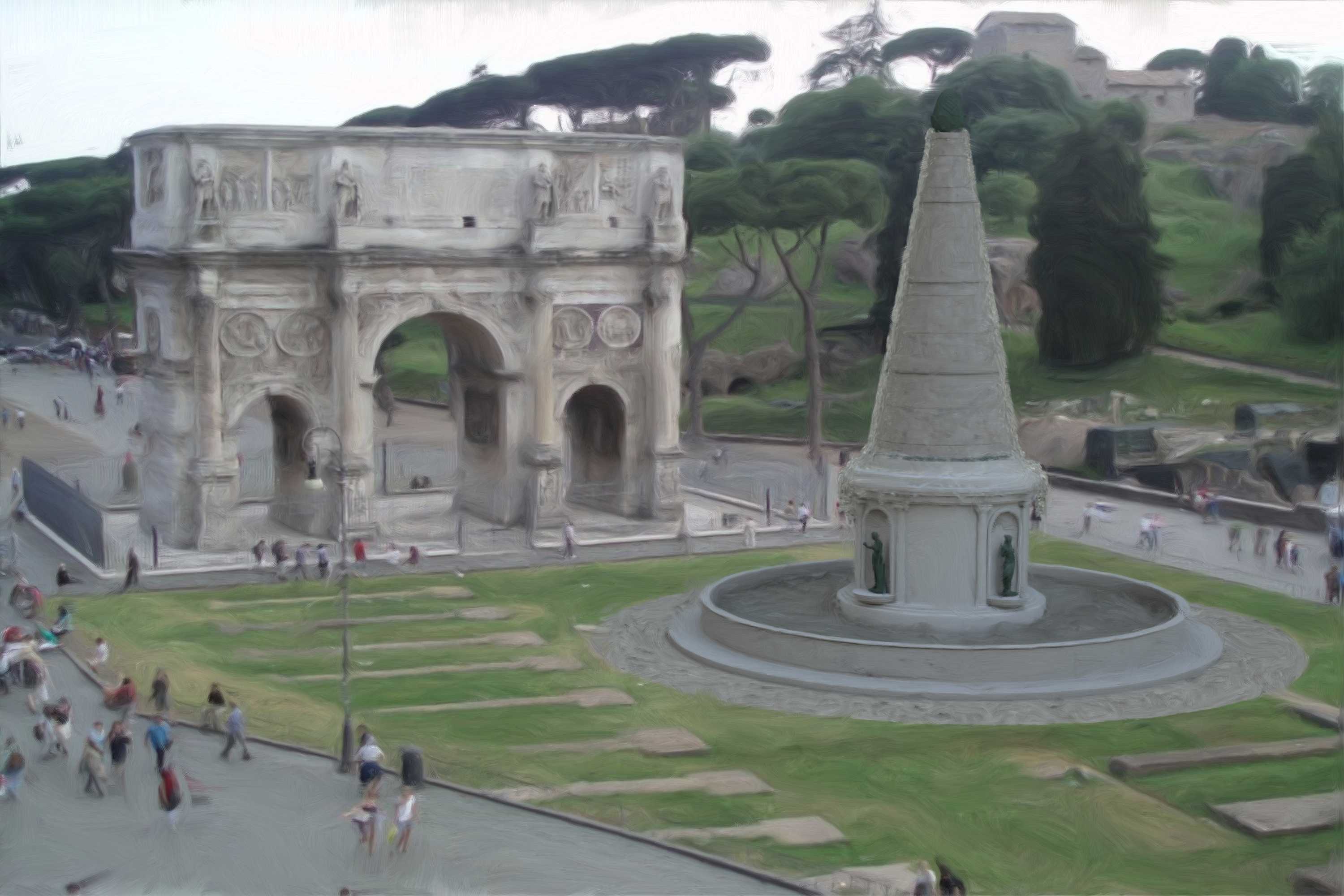
Ricostruzione della Meta Sudans

Era una fontana imponente, di forma tronco-conica, alta 17 o forse anche 18 metri. Sorgeva su un'altra ancora più antica, più bassa (16 metri) e risalente all'età giulio-claudia, che andò distrutta nel grande incendio di Roma del 64. L'esistenza di quest'ultima, attestata nelle Lettere di Seneca (56, 4), è stata confermata dai risultati delle indagini condotte nell'area tra il 1986 e il 2003 dal Dipartimento di Scienze dell'Antichità della Sapienza - Università di Roma sotto la direzione della prof.ssa Clementina Panella.

## Sito archeologico

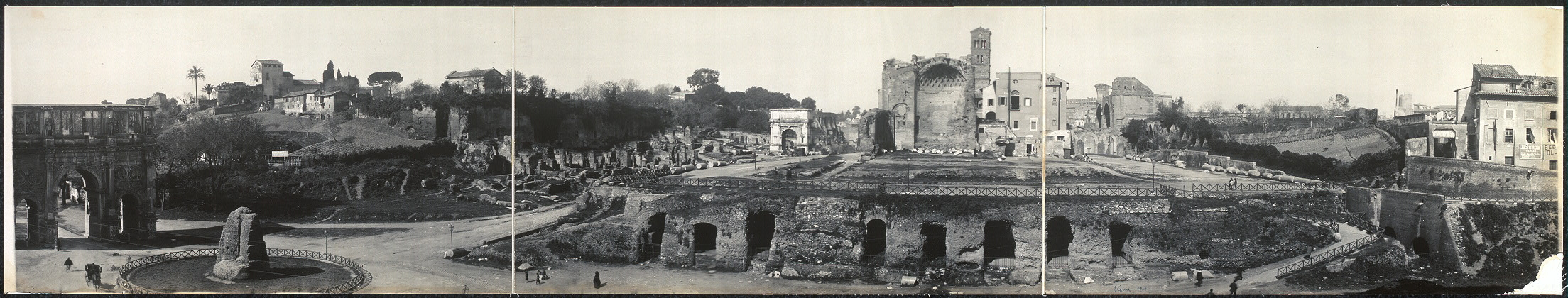
Anno 1909: fotografia dal Forum Romanum dove si vede la Meta Sudans alla sinistra

Era collocata nel punto di convergenza di 4 o 5 regioni (II, III, IV, X e forse I) delle 14 nelle quali era divisa Roma.